# Járnsaxa
Járnsaxa – w mitologii nordyckiej gigantka. Wymieniona w drugiej części Eddy młodszej: Hyndluljóð i Skáldskaparmál, według której była kochanką Thora i miała z nim syna Magniego.
Járnsaxa oznacza uzbrojona w żelazny miecz. Od imienia gigantki nazwany został jeden z księżyców Saturna.